# ガルバニ電位差
電気化学におけるガルバニ電位差（またはガルバニ電位、内部電位差）Δφは２つの相のバルク中の点の間間の電位差のこと。 
２つの相としては、固体-固体の場合（結合した２つの金属など）もあれば、固体-液体の場合（電解液中の金属電極など）もある。
通常、ガルバニ電位差は２相が同じ化学組成であるときでのみ測定できる。
名前はルイージ・ガルヴァーニに由来する。